# 삐꺽거리는 성문 접근음
삐꺽거리는 성문 접근음은 닿소리의 하나이고, 혀를 사용하지 않아 비설음에 속한다.

## 국제 음성 기호
ʔ̞ 또는 ʔ̰로 표기한다.

## 같이 보기
- 국제음성기호